# Javier Duce Gracia
Javier Dulce Gracia (n. 19??) fue un político español de izquierdas y castellanista.

## Biografía
Aunque nacido en Aragón, Javier Dulce se estableció durante muchos años en Castilla y León y se consideraba castellano. Sus postulados políticos incluían la defensa de las clases trabajadoras y lo que denominaba la dignificación y reconstrucción nacional de Castilla. Llegó a la actual Castilla y León a mediados de los años setenta del siglo XX, formando parte de un grupo de militantes de la izquierda revolucionaria que puso en marcha el Movimiento Comunista de Castilla y León (MCCL), una formación política antifranquista que posteriormente incidió en las reivindicaciones del autonomismo castellano.
Javier Duce formó parte del equipo dirigente regional de esta formación política junto a Manuel Llusía, Doris Benegas, Aurelio Quintanilla, Jon Kepa Iradi, Julián Camarero, Eduardo López Cornejo o Gonzalo González Álvarez, entre otros, que fueron creando asambleas del MCCL en Valladolid, Burgos, Segovia, Palencia, Ávila, etc. Javier Duce fue además el principal impulsor y secretario político del MCCL en Ávila, contribuyendo a la organización de cuadros militantes en dicha provincia.  
En 1977 participó en reivindicaciones del movimiento ecologista. Como otros, entre los que se encontraba el escritor Miguel Delibes, Javier Duce Gracia recurrió el acuerdo de la Comisión Provincial de Urbanismo de Ávila de 18 de febrero de 1977 que se consiguió dejar sin efecto, referente a las normas subsidiarias y complementarias de Hoyos del Espino (Ávila) con las que se pretendía urbanizar la Sierra de Gredos.
Como enseñante de profesión, Javier Duce formó parte activa del movimiento alternativo de renovación pedagógica surgido en Castilla en los años 70 del siglo XX.
A comienzos de la década de los ochenta, Javier Duce, Doris Benegas, Alberto Almohalla, José Antonio de Torre (Chato) o Luis Ocampo, entre otros militantes del MCCL, avanzaron hacia posiciones del nacionalismo castellano de izquierdas creando en 1983 la Unidad Popular-Pueblo Revolucionario que se transformó en 1985 en la Unidad Popular Castellana (UPC). Este último grupo fue el germen de la actual formación soberanista Izquierda Castellana (IZCA).
A mediados de los años ochenta, y estando ya enfermo, Javier Duce promovió junto a un grupo de colaboradores de su entorno la creación del colectivo Nación Comunera. Formado por sindicalistas de Comisiones Obreras de Ávila, Segovia y Valladolid escindidos de la Unidad Popular Castellana (UPC), este colectivo se alimentaba de los postulados ideológicos formulados por Javier Duce. En el periodo 1987-1988 el colectivo Nación Comunera participó activamente en el proceso constituyente del partido nacionalista Tierra Comunera   (antecesor del Partido Castellano), pero finalmente sus miembros no se integraron en la citada formación política.
La reflexión teórica de Javier Duce quedó plasmada en las Bases ideológicas para un movimiento comunero en Castilla (1987), editado después de su muerte con el título Castilla entera, libre y comunera. Ideario para un nuevo movimiento comunero popular.

## Obras
- Bases ideológicas para un movimiento comunero en Castilla (Ávila, 1987).
- Castilla entera, libre y comunera. Ideario para un nuevo movimiento comunero popular (Ávila, 1987).